# Championnats de France de natation 2002
Les Championnats de France de natation en grand bassin 2002 se sont déroulés du 15 au 21 avril 2002 à Chalon-sur-Saône.

## Podiums

### Hommes
| Discipline           | Or                                                                                 | Temps          | Argent                                                                                | Temps          | Bronze                                                                        | Temps          |
| Nage libre           |                                                                                    |                |                                                                                       |                |                                                                               |                |
| 50 m                 | David Maitre CS Clichy 92                                                          | 22 s 83        | Julien Sicot CS Clichy 92                                                             | 22 s 87        | Frédéric Dutilleux Dauphins Toulouse OEC                                      | 23 s 04        |
| 100 m                | Romain Barnier CN Antibes                                                          | 49 s 70        | Julien Sicot CS Clichy 92                                                             | 50 s 55        | Hugo Viart ES Massy Natation                                                  | 51 s 16        |
| 200 m                | Romain Barnier CN Antibes                                                          | 1 min 50 s 62  | Paul-Alain Kersale CN Brest                                                           | 1 min 51 s 20  | Emmanuel Devreau Dunkerque Natation                                           | 1 min 51 s 33  |
| 400 m                | Sylvain Cros CS Clichy 92                                                          | 3 min 52 s 98  | Nicolas Rostoucher Mulhouse ON                                                        | 3 min 53 s 23  | Gaëtan Richard Lyon Natation                                                  | 3 min 57 s 13  |
| 1500 m               | Nicolas Rostoucher Mulhouse ON                                                     | 15 min 10 s 66 | Sylvain Cros CS Clichy 92                                                             | 15 min 21 s 96 | Pierre Henri CN Brest                                                         | 15 min 42 s 35 |
| Dos                  |                                                                                    |                |                                                                                       |                |                                                                               |                |
| 50 m                 | Pierre Roger Dauphins Toulouse OEC                                                 | 26 s 45        | Franck Schott CS Clichy 92                                                            | 26 s 66        | Simon Dufour Montpellier ANUC                                                 | 26 s 67        |
| 100 m                | Pierre Roger Dauphins Toulouse OEC                                                 | 55 s 50        | Simon Dufour Montpellier ANUC                                                         | 57 s 15        | Bruno Rodon SO Millau N                                                       | 58 s 92        |
| 200 m                | Simon Dufour Montpellier ANUC                                                      | 1 min 58 s 89  | Pierre Roger Dauphins Toulouse OEC                                                    | 2 min 3 s 68   | Bruno Rodon SO Millau N                                                       | 2 min 3 s 98   |
| Brasse               |                                                                                    |                |                                                                                       |                |                                                                               |                |
| 50 m                 | Hugues Duboscq CN Le Havre                                                         | 28 s 53        | David Maitre CS Clichy 92                                                             | 28 s 76        | Nicolas Canivet Lyon Natation                                                 | 28 s 86        |
| 100 m                | Hugues Duboscq CN Le Havre                                                         | 1 min 2 s 14   | Yohan Bernard CN Cannes                                                               | 1 min 2 s 91   | Stéphan Perrot CS Clichy 92                                                   | 1 min 3 s 05   |
| 200 m                | Yohan Bernard CN Cannes                                                            | 2 min 13 s 26  | Tony de Pellegrini                                                                    | 2 min 15 s 96  | Stéphan Perrot CS Clichy 92                                                   | 2 min 16 s 42  |
| Papillon             |                                                                                    |                |                                                                                       |                |                                                                               |                |
| 50 m                 | Sébastien Lequeux Lyon Natation                                                    | 24 s 72        | Antoine Galavtine Racing Club de France                                               | 24 s 85        | Frédérick Bousquet CN Antibes                                                 | 24 s 93        |
| 100 m                | Franck Esposito CN Antibes                                                         | 52 s 67        | Joanes Hedel Dunkerque Natation                                                       | 54 s 68        | Christophe Lebon CN Antibes                                                   | 54 s 88        |
| 200 m                | Franck Esposito CN Antibes                                                         | 1 min 54 s 62  | Joanes Hedel Dunkerque Natation                                                       | 2 min 0 s 59   | David Abrard CN Melun-Dammarie                                                | 2 min 2 s 27   |
| 4 nages              |                                                                                    |                |                                                                                       |                |                                                                               |                |
| 200 m                | Xavier Marchand Dauphins Toulouse OEC                                              | 2 min 3 s 54   | Lionel Moreau CS Clichy 92                                                            | 2 min 3 s 66   | Batiste Levaillant Nogent Natation 94                                         | 2 min 5 s 60   |
| 400 m                | Batiste Levaillant Nogent Natation 94                                              | 4 min 21 s 29  | Nicolas Rostoucher Mulhouse ON                                                        | 4 min 21 s 83  | Sylvain Cros CS Clichy 92                                                     | 4 min 22 s 83  |
| Relais               |                                                                                    |                |                                                                                       |                |                                                                               |                |
| 4 × 100 m nage libre | CS Clichy 92 Davy Teinturier Cédric Borghesi Franck Schott Julien Sicot            | 3 min 24 s 01  | Racing club de France Salim Iles Antoine Galavtine Sébastien Duhornay Reda Boutaghou  | 3 min 24 s 78  | CN Antibes Morgan Lhermitte Romain Barnier Arnauld Fanchon Frédérick Bousquet | 3 min 25 s 38  |
| 4 × 200 m nage libre | Dauphins Toulouse OEC Walter Monberge Sven Becquet Samuel Chaillou Xavier Marchand | 7 min 34 s 27  | Vikings de Rouen Sébastien Bodet Adil Bellaz Grégory Mallet Fabien Gilot              | 7 min 35 s 27  | Lyon Natation Aurélien Coq Gaëtan Richard Sébastien Lequeux Arnaud Tournaire  | 7 min 39 s 33  |
| 4 × 100 m 4 nages    | CN Antibes Romain Barnier Jarno Pihlava Franck Esposito Frédérick Bousquet         | 3 min 41 s 28  | Dauphins Toulouse OEC Pierre Roger Guillaume Ycard Xavier Marchand Frédéric Dutilleux | 3 min 46 s 40  | CS Clichy 92 Franck Schott Stéphan Perrot Sébastien Sauvage Julien Sicot      | 3 min 47 s 72  |

### Femmes
| Discipline           | Or                                                                                                   | Temps         | Argent                                                                                 | Temps         | Bronze                                                                                         | Temps         |
| Nage libre           | |               |                                                                                        |               |                                                                                                |               |
| 50 m                 | Malia Metella USLM Pacoussines-Cayenne                                                               | 26 s 15       | Magali Monchaux Dauphins Toulouse OEC                                                  | 26 s 47       | Davina Mourer CN Melun-Dammarie                                                                | 26 s 72       |
| 100 m                | Solenne Figuès Dauphins Toulouse OEC                                                                 | 56 s 15       | Malia Metella USLM Pacoussines-Cayenne                                                 | 57 s 13       | Katarin Quelennec CN Brest                                                                     | 57 s 19       |
| 200 m                | Solenne Figuès Dauphins Toulouse OEC                                                                 | 2 min 00 s 51 | Alicia Bozon EN Tours                                                                  | 2 min 02 s 08 | Katarin Quelennec CN Brest                                                                     | 2 min 03 s 06 |
| 400 m                | Alicia Bozon EN Tours                                                                                | 4 min 15 s 03 | Céline Cartiaux Amiens Métropole Natation                                              | 4 min 20 s 20 | Laetitia Choux Dauphins Toulouse OEC                                                           | 4 min 20 s 80 |
| 800 m                | Marion Perrotin Mulhouse ON                                                                          | 8 min 40 s 49 | Laura Blomme CN Melun-Dammarie                                                         | 8 min 53 s 34 | Vanessa Darnois Mulhouse ON                                                                    | 8 min 59 s 00 |
| Dos                  | |               |                                                                                        |               |                                                                                                |               |
| 50 m                 | Laure Manaudou CN Melun-Dammarie                                                                     | 29 s 50       | Roxana Maracineanu Mulhouse ON                                                         | 29 s 61       | Anne-Françoise Glatre CS Clichy 92                                                             | 30 s 28       |
| 100 m                | Roxana Maracineanu Mulhouse ON                                                                       | 1 min 02 s 26 | Laure Manaudou CN Melun-Dammarie                                                       | 1 min 02 s 98 | Alexandra Putra Lyon Natation                                                                  | 1 min 04 s 48 |
| 200 m                | Roxana Maracineanu Mulhouse ON                                                                       | 2 min 11 s 92 | Laure Manaudou CN Melun-Dammarie                                                       | 2 min 15 s 55 | Esther Baron EP Manosque                                                                       | 2 min 15 s 69 |
| Brasse               | |               |                                                                                        |               |                                                                                                |               |
| 50 m                 | Delphine Leprest CN Melun-Dammarie                                                                   | 32 s 25       | Anne-Sophie Le Paranthoën CS Clichy 92                                                 | 32 s 85       | Laurie Thomassin CN Carpentras                                                                 | 33 s 82       |
| 100 m                | Anne-Sophie Le Paranthoën CS Clichy 92                                                               | 1 min 10 s 84 | Anne Amardeilh CN Brest                                                                | 1 min 11 s 01 | Delphine Leprest CN Melun-Dammarie                                                             | 1 min 11 s 91 |
| 200 m                | Anne Amardeilh CN Brest                                                                              | 2 min 32 s 71 | Marjorie Distel CN Melun-Dammarie                                                      | 2 min 34 s 74 | Amélie Ibanez AC Hyères                                                                        | 2 min 37 s 94 |
| Papillon             | |               |                                                                                        |               |                                                                                                |               |
| 50 m                 | Diane Bui Duyet CN Melun-Dammarie                                                                    | 27 s 87       | Aurore Mongel Mulhouse ON                                                              | 27 s 97       | Malia Metella USLM Pacoussines-Cayenne                                                         | 28 s 16       |
| 100 m                | Malia Metella USLM Pacoussines-Cayenne                                                               | 1 min 01 s 02 | Aurore Mongel Mulhouse ON                                                              | 1 min 01 s 17 | Diane Bui Duyet CN Melun-Dammarie                                                              | 1 min 01 s 91 |
| 200 m                | Marion Perrotin Mulhouse ON                                                                          | 2 min 11 s 95 | Aurore Mongel Mulhouse ON                                                              | 2 min 13 s 17 | Laura Blomme CN Melun-Dammarie                                                                 | 2 min 15 s 63 |
| 4 nages              | |               |                                                                                        |               |                                                                                                |               |
| 200 m                | Céline Cartiaux Amiens Métropole Natation                                                            | 2 min 18 s 41 | Nadège Cliton CN Melun-Dammarie                                                        | 2 min 18 s 42 | Sophie de Ronchi EP Manosque                                                                   | 2 min 19 s 82 |
| 400 m                | Marion Perrotin Mulhouse ON                                                                          | 4 min 47 s 13 | Marjorie Distel CN Melun-Dammarie                                                      | 4 min 50 s 36 | Céline Cartiaux Amiens Métropole Natation                                                      | 4 min 52 s 81 |
| Relais               | |               |                                                                                        |               |                                                                                                |               |
| 4 × 100 m nage libre | Dauphins Toulouse OEC Angéla Tavernier Laetitia Choux Magali Monchaux Solenne Figuès                 | 3 min 48 s 42 | CN Melun-Dammarie Hanna Lorgeril-Shcherba Davina Mourer Diane Bui Duyet Laure Manaudou | 3 min 50 s 98 | CN Brest Katarin Quelennec Marianne Le Verge Anne Amardeilh Anne-Catherine Loustalot           | 3 min 52 s 56 |
| 4 × 200 m nage libre | Dauphins Toulouse OEC Laetitia Choux Flora Lamotte Angéla Tavernier Solenne Figuès                   | 8 min 21 s 77 | CN Brest Aline Dupont Anne-Catherine Loustalot Marianne Le Verge Katarin Quelennec     | 8 min 22 s 99 | EN Tours Emmanuelle Bescheron Alicia Bozon Clara Bozon Céline Page Sabourin                    | 8 min 24 s 13 |
| 4 × 100 m 4 nages    | CS Clichy 92 Anne-Françoise Glatre Anne-Sophie Le Paranthoën Johanna Martinez-Gabet Ludivine Chouipe | 4 min 16 s 70 | CN Melun-Dammarie Laure Manaudou Delphine Leprest Diane Bui Duyet Davina Mourer        | 4 min 17 s 22 | CN Melun-Dammarie Marion Bragard-Houel Marjorie Distel Perrine Le Rhun Hanna Lorgeril-Shcherba | 4 min 19 s 22 |

Notes
1. ↑  devancé par l'Algérien Salim Iles (Racing club de France) en 22 s 81
2. ↑  devancé par l'Algérien Salim Iles (Racing club de France) en 49 s
3. ↑  devancé par le Russe Andrei Kapralov en 50 s 85
4. ↑  devancé par le Russe Andrei Kapralov en 1 min 50 s 66
5. ↑  devancé par le Tunisien Oussama Mellouli (CN Marseille) en 3 min 55 s 32 et par le Roumain Dragos Coman en 3 min 56 s 13
6. ↑  devancé par le Roumain Dragos Coman en 15 min 40 s 93
7. ↑  devancé par l'Estonien David Van Acker (CN Antibes) en 57 s 91
8. ↑  devancé par le Finlandais Jarno Pihlava (CN Antibes) en 1 min 2 s 82
9. ↑  devancé par l'Allemand Thomas Rupprath en 53 s 50
10. ↑  devancé par le Roumain Cézar Badita en 2 min 4 s 44 et par le Tunisien Oussama Mellouli (CN Marseille) en 2 min 5 s 04
11. ↑  devancé par le Tunisien Oussama Mellouli (CN Marseille) en 4 min 21 s 61
12. ↑  devancée par la Biélorusse Alena Popchanka (CN Melun-Dammarie) en 25 s 86
13. ↑  devancée par la Biélorusse Hanna Lorgeril-Scherba (CN Melun-Dammarie) en 26 s 21
14. ↑  devancée par la Biélorusse Alena Popchanka (CN Melun-Dammarie) en 54 s 95
15. ↑  devancée par la Biélorusse Hanna Lorgeril-Scherba (CN Melun-Dammarie) en 56 s 72
16. ↑  devancée par la Biélorusse Alena Popchanka (CN Melun-Dammarie) en 1 min 59 s 46 et la Roumaine Camelia Potec en 1 min 59 s 82
17. ↑  devancée par l'Ukrainienne Yana Klochkova en 4 min 11 s 73 et la Roumaine Camelia Potec en 4 min 14 s 33
18. ↑  devancée par la Roumaine Camelia Potec en 8 min 40 s 66
19. ↑  devancée par la Canadienne Jennifer Carroll (Canet 66 Natation) en 29 s 36
20. ↑  devancée par l'Allemande Antje Buschschulte en 30 s 03
21. ↑  devancée par la Canadienne Jennifer Carroll (Canet 66 Natation) en 1 min 03 s 71
22. ↑  devancée par la Roumaine Béatrice Caslaru (CN Chalon-sur-Saone) en 2 min 31 s 60
23. ↑  devancée par la Canadienne Nadine Rolland (Canet 66 Natation) en 28 s 10
24. ↑  devancée par l'Ukrainienne Yana Klochkova en 2 min 10 s 58
25. ↑  devancée par l'Ukrainienne Yana Klochkova en 2 min 14 s 39 et la Roumaine Béatrice Caslaru (CN Chalon-sur-Saône) en 2 min 17 s 02
26. ↑  devancée par l'Ukrainienne Yana Klochkova en 4 min 45 s 43